# 109P/Свифта — Туттля
Комета Свифта — Туттля (Свифта — Таттла; 109P/Swift–Tuttle) — короткопериодическая комета типа Галлея, которая была обнаружена 16 июля 1862 года американским астрономом Льюисом Свифтом с помощью 11,4-сантиметрового рефрактора Фитца. Он описал её как относительно яркий телескопический объект, но не стал сообщать о своём открытии, поскольку спутал её с уже открытой кометой. Однако 19 июля другой американский астроном Хорас Таттл (Туттль) в Гарвардской обсерватории, не зная о наблюдениях Свифта, обнаружил эту комету и сразу же заявил о своём открытии. Узнав о заявке Таттла, Свифт осознал свою ошибку и также направил в МАС сообщение о своём открытии. В тот год комета по яркости была сравнима с Полярной звездой. Комета обладает довольно длинным периодом обращения вокруг Солнца — чуть менее 133,3 года.
- Орбита кометы Свифта — Туттля и её положение в Солнечной системе

Комета является родоначальницей метеорного потока Персеиды, который является одним из самых популярных среди любителей астрономии, активность которого в северном полушарии (50—75 метеоров/час) приходится на тёплые летние ночи с 17 июля по 24 августа. Радиант потока находится в созвездии Персея.

## История наблюдений
Было ещё несколько независимых открытий этой кометы: 19 июля о её открытии сообщил американский астроном Томас Саймонс, 22 июля поступило сообщение от итальянских астрономов Антонио Пачинотти и Карло Туссена, затем 27 июля немецкие астрономы Ганс Шеллеруп и Генрих д’Арре сообщили об открытии кометы, отметив, что её яркость равняется 7,0m звёздной величине, и, наконец, 1 сентября пришло сообщение от австралийского астронома Джона Теббатта, но в название кометы попали фамилии лишь первых двух астрономов.
Практически сразу же после открытия кометы начались первые попытки расчёта её орбиты. Сначала это были параболические орбиты, которые указывали лишь примерную дату перигелия 22—24 августа 1862 года, затем начали поступать и расчёты эллиптических орбит, указывавшие на период обращения кометы в 120—125 лет. Последняя и самая точная из них была предпринята в 1889 году немецким астрономом Фридрихом Хайном и давала длительность орбитального периода 119,64 года. 
Приближение даты первого ожидаемого возвращения кометы вновь привлекло к ней пристальное внимание астрономов, ведь, учитывая длительность её периода обращения, пропустить возвращение этой кометы было просто недопустимо. В 1971 году Брайан Марсден и Зденек Секанина, используя 212 позиций, полученных за весь период наблюдений кометы с 22 июля по 22 октября 1862 года, и учтя все значимые возмущения от крупных планет, провели пересчёт её орбиты, определив период обращения в 119,98 года, таким образом, комета должна была вернуться в перигелий 16 сентября 1981 года. Но самым значимым результатом этой работы стало обнаружение связи этой кометы Свифта — Туттля с кометой Кеглера, наблюдавшейся 3 июля 1737 года. Проблема, однако, заключалась в том, что, хотя общая траектория комет совпадала, комета 1862 года двигалась слишком быстро. Чтобы говорить о связи этих комет, необходимо было принять, что орбитальный период кометы Кеглера был на десять лет больше. Таким образом, включение в расчёты позиции кометы Кеглера сдвигало дату возвращения кометы на 25 ноября 1992 года.
Первые попытки поиска кометы начались уже в 1980 году и значительно активизировались в 1981 и 1982 годах, но остались безрезультатными. Найти комету удалось 26 сентября 1992 года японскому астроному Цурухико Киути в Токийской обсерватории в виде точечного объекта 11,5m звёздной величины. В течение последующих 24 часов сразу несколько наблюдателей смогли подтвердить существование кометы, а её направление и скорость движения соответствовали тому, что ожидалось от кометы Свифта — Туттля. Брайан Марсден не смог установить точную связь между позициями 1862 и 1992 годов, но, внеся необходимые корректировки в расчёты, добился того, чтобы получившаяся орбита включала все имеющиеся точки. Согласно новой орбите комета должна была пройти перигелий 12 декабря 1992 года на расстоянии 0,959 а. е. и иметь орбитальный период 135,29 лет.
Наблюдения, проведённые в первые дни после восстановления, показали, что магнитуда кометы была близка к 9,0m и продолжала светлеть, а диаметр комы составлял около 4 угловых минут. К середине ноября её яркость достигла уже 5,0m и сохранялась на таком уровне до середины декабря. В октябре у кометы впервые заметили признаки слабого хвоста, который к середине ноября вырос до 2°, а к 23 ноября достиг 6,7°.
Французские астрономы L. Jorda и J. Lecacheux, наблюдая за кометой в период с 20 по 26 ноября, с помощью 1,05-метрового телескопа смогли установить период вращения ядра кометы в 2,9 суток. Немецкий астроном Иоганн Шмидт, наблюдая за кометой с августа по сентябрь 1862 года, отметил небольшие колебания в яркости кометы примерно с той же периодичностью — 2,711 ± 0,284 суток.
В декабре 1992 года стала очевидна необходимость дальнейшей корректировки орбиты, поскольку комета всё дальше отклонялась от расчётной траектории. И примерно в это же время Гэри Кронк, исходя из размеров кометы и близости её перигелия к Земле, решил заняться поисками сведений о возвращении этой кометы в более ранние эпохи. В результате он нашёл в древнекитайских источниках упоминания о двух кометах 69 года до н. э. и 188 года н. э. (0,1m), которые могли быть двумя возвращениями кометы Свифта — Туттля. Независимые вычисления Марсдена и Г. Уоддингтона не только полностью подтвердили это предположение, но и объяснили отсутствие сведений о последующих возвращениях данной кометы, — поскольку после 188 года комета долгое время была скрыта от земных наблюдателей. Эта информация и последующие наблюдения привели к очередному пересчёту орбиты кометы, которая оказалась достаточно стабильна, чтобы исключить угрозу столкновения кометы с Землёй в течение ближайших двух тысяч лет. Причём в ходе работы над новой орбитой были найдены два новых изображения кометы, сделанные до её официального восстановления: 3 и 7 января 1992 года с магнитудами 17,5m и 18,0m соответственно.
Последний раз комету наблюдали 29 марта 1995 года австралийские астрономы в обсерватории Сайдинг-Спринг.

## Сближение с планетами
Комета характеризуется крайне вытянутой и протяжённой орбитой, которая в перигелии заходит внутрь орбиты Земли, а в афелии долетает до орбиты Плутона. К тому же это была первая комета, которая находится на ретроградной орбите (наклон более 113°). Ещё одной необычной особенностью кометы является то, что относительно недавно она была захвачена в орбитальный резонанс 1:11 с орбитой Юпитера, — то есть на каждый оборот кометы вокруг Солнца приходится 11 оборотов Юпитера. Следствием этого резонанса является то, что, хотя средний период обращения кометы вокруг Солнца составляет около 130 лет, в краткосрочной перспективе (между 1737 и 2126 годами) из-за либрации вокруг резонанса, орбитальный период может колебаться от 128 до 136 лет. Комета попала в этот резонанс около 1000 лет назад и предположительно останется в нём до 7000 года, в то время как перигелий останется в пределах 0,1 а. е. от орбиты Земли, вероятно, ещё в течение следующих 20 000 лет.
Комета Свифта — Туттля — это самый крупный околоземный объект, пересекающий орбиту Земли и совершающий регулярные опасные сближения с Землёй. При относительной скорости 60 км/с удар этого тела о Землю будет иметь оценочную энергию примерно в 27 раз большую, чем у метеорита, уничтожившего динозавров. При этом, из-за того, что перигелий кометы находится внутри орбиты Земли, она очень часто сближается с нашей планетой, порой подходя к ней практически вплотную, — так, минимальное расстояние, на которое комета может подойти к Земле, составляет всего 0,0009 а. е. (135 000 км) — почти треть расстояния до Луны. При возвращении кометы в 1992 году уже возникала необходимость сдвигать дату перигелия кометы на 17 дней относительно расчётного, но если бы такая необходимость возникла в 2126 году, то сдвиг даты перигелия всего на 15 дней (26 июля) привёл бы к реальной опасности столкновения кометы с Землёй 14 августа 2126 года. Учитывая размеры кометы (26 км), последствия такого столкновения были бы фатальны для всего живого на Земле.
Однако теперь уже точно[как?] известна дата подхода кометы к Земле на минимальное расстояние (0,153 а. е.) — 5 августа 2126 года. В тот день она достигнет видимой звёздной величины 0,7m. Также в допустимо безопасных пределах (0,147 а. е.) остаётся и расстояние сближения 24 августа 2261 года. По-настоящему тесные сближения кометы с Землёй ожидаются лишь в 3044 году (0,011 а. е.) и 15 сентября 4479 года (0,05 а. е.), но даже в этих двух случаях расчётная вероятность столкновения мала. Вероятность столкновения в 4479 году оценивается всего в 0,0001 %, тогда как аналогичная вероятность после 4479 года составляет всего 2⋅10-6 % на каждый оборот вплоть до 12 000 года н. э.